# 燃料集合体
燃料集合体（ねんりょうしゅうごうたい、英語: fuel assembly）とは、原子炉で使用される核燃料の最少単位である。

## 概要
原子炉内に装荷（そうか）される核燃料の最低単位は炉形によって形状が異なる。高温ガス炉の球形のペブルベッド型核燃料は、それ一つが燃料要素と呼ばれる最少単位である。軽水炉では多数の燃料棒を格子状に組み上げた四角形の構造物である燃料集合体が最少単位となる。新型転換炉 (ATR) に使用される円形の物や高速増殖炉 (FBR) の六角形の燃料集合体も同様である。
原子炉の定期検査の際、炉内の燃料のうち、およそ三分の一から四分の一が使用済み燃料集合体として炉外に取り出され、新しい燃料集合体が原子炉に装荷される。また燃料の燃焼度に応じて炉内の燃料配置を変更するシャッフリングも行われる。発電所では燃料集合体に6桁から8桁の固有番号をつけてその使用履歴を管理している。同じ軽水炉でも沸騰水型原子炉 (BWR) と加圧水型原子炉 (PWR) では燃料集合体の構造が異なる。

## BWRの燃料集合体

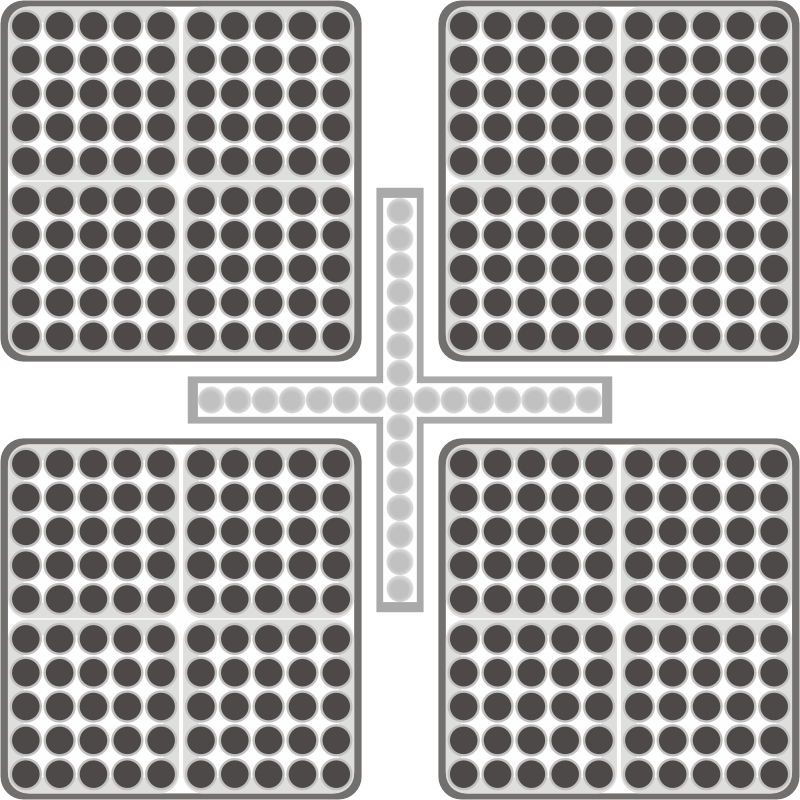
BWRのセルの水平断面図。四体の燃料集合体と十字の制御棒が装荷されている。

BWRの燃料集合体は、初期の6×6型燃料から始まって、現在の110万kW級BWRでは8×8型、9×9型の燃料集合体が使用されている。BWRの燃料棒の燃料被覆管にはジルカロイ－２が使用されている。8×8型燃料集合体の中心にはウォーターロッド（角形の物はウォーターチャンネル）と呼ばれるパイプが通るため、使用される燃料棒総数は8本×8本＝64本より少ない。燃料棒下端は下部タイプレートの格子板に固定され、中間を7枚の支持格子（スペーサー）と呼ばれる格子板の板ばねによって保持されている。燃料棒上端は上部タイプレートとエクスパンションスプリングによって結合されており、燃料棒の伸び縮みを吸収する。支持格子はウォーターロッドに固定されている。BWRの燃料集合体の外部はチャンネルボックスと呼ばれる金属板で覆われている。チャンネルボックスは燃料集合体の外側を上下する制御棒から燃料棒を保護すると同時に、冷却材が流れる方向を制限する。チャンネルボックス本体の長さは約4.2m、幅は約14cmであり、燃料棒の長さは約3.7mである。
110万kW級BWRの圧力容器内には、一本の制御棒が通るセルと呼ばれる格子が185個あり、それぞれのセルに4体の燃料集合体が装荷される。炉心外周部には単独の燃料集合体を装荷するセルが少数あり、全体では764体の燃料集合体が装荷されている。BWRでは形式の異なる燃料集合体を同時に使用できるため、燃料棒本数の異なる燃料集合体が混用されていることがあり、このため原子炉全体の燃料棒本数は原子炉によって異なっている。仮に全ての燃料集合体が8×8型で60本タイプだとすると、燃料棒総数は45,840本となる。

## PWRの燃料集合体

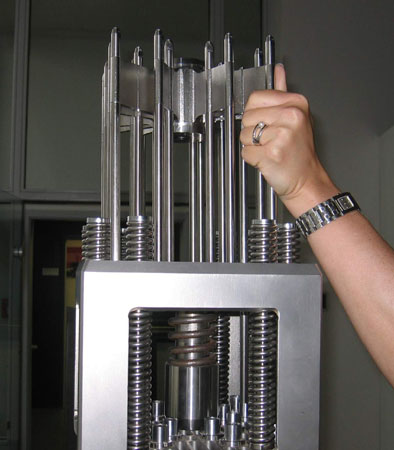
PWRの燃料集合体には制御棒が内蔵されている。手で持ち上げているのが制御棒。

現在の100万kW級PWRの燃料集合体は、15×15、17×17型が使用されている。PWRの燃料棒の燃料被覆管にはジルカロイ－4が使用されている。PWRでは制御棒が燃料集合体の中に分散して挿入されるため、燃料集合体には24本の制御棒案内管が通っている。制御棒はそれぞれの上部が結合されており燃料集合体の内部を一括して上下するため制御棒クラスターと呼ばれる。また炉内計装用案内管があるため、17×17型の燃料棒本数は17本×17本＝289本より少ない264本となっている。各燃料棒は9枚の支持格子（スペーサー）と呼ばれる格子板に保持されている。支持格子は制御棒案内管に固定されて全体の構造を保つ。燃料棒の上下にはノズルと呼ばれる板があり制御棒案内管と溶接されている。燃料棒は上下のノズルとは接続されておらず燃料棒の伸び縮みに対応するため距離があけられている。全体の長さは約4m、幅は214mmである。
100万kW級PWRの圧力容器内には193体の燃料集合体が装荷されていて、17×17型の場合で燃料棒の総数は50,952本となる。

## ATRの燃料集合体
ATR原型炉「ふげん」では224体の燃料集合体が装荷されている。燃料集合体は28本の燃料要素（燃料棒）が同心円状に三層に配置された円筒形をしている。燃料要素は12枚のスペーサーと上下のタイプレートによって保持されている。各スペーサーは4本のスペーサー・タイロッドに固定されている．燃料集合体の全長は約4.4m、直径は111.6mmで、装荷される圧力管の内径は117.8mmとなっている。

## FBRの燃料集合体
FBR原型炉「もんじゅ」では、通常の原子炉の燃料集合体と同じ役割の炉心燃料集合体が198体、燃料増殖用のブランケット燃料と呼ばれる燃料集合体が172体、合計で372体の燃料集合体が装荷されている。両者は同形で169本の燃料要素（燃料棒）が正三角形に配置されている。燃料要素はグリッドスペーサー、または燃料棒に巻かれたワイヤースペーサーによって間隔が保持されている。全体はラッパ管と呼ばれる六角形のパイプに納められ、下部はエントランスノズル、上部はハンドリングヘッドが取りつけられている。全長は4.2mm、幅は11cmである。

## 使用済燃料集合体
- エンドピース：せん断するときに取り除かれる燃料集合体の末端部。
- ハル：燃料棒を束のまま数cmの長さに細断し、内側の燃料を硝酸に溶解した後に溶け残った被覆管の断片。